# Orientalia Christiana Cracoviensia
Orientalia Christiana Cracoviensia – rocznik naukowy ukazujący się od 2009 w Krakowie. Wydawcą jest Instytut Historii Wydziału Historii i Dziedzictwa Kulturowego Uniwersytetu Papieskiego Jana Pawła II.
Redaktorem pisma w latach 2009-2011 był Krzysztof Kościelniak, a następnie Marcin Rzepka. Od początku pismo poświęcone jest historii i dziedzictwu chrześcijaństwa orientalnego na Bliskim, Środkowym i Dalekim Wschodzie. 
Od 2012 dodatkowo na łamach periodyku zaczęły pojawiać się artykuły dotyczące prawosławia, kresów wschodnich, Rosji. Redaktorem naczelnym jest obecnie dr Paweł Krokosz.